# 6460 Bassano
A 6460 Bassano (ideiglenes jelöléssel 1992 UK6) a Naprendszer kisbolygóövében található aszteroida. U. Quadri és L. Strabla fedezte fel 1992. október 26-án.